# アエロリット
アエロリット（欧字名:Aerolithe、2014年5月17日 - ）は、日本の競走馬、繁殖牝馬。
2017年のNHKマイルカップ（GI）優勝馬である。馬名の意味は、「隕石（仏）」。

## 経歴

### 2歳 (2016年)

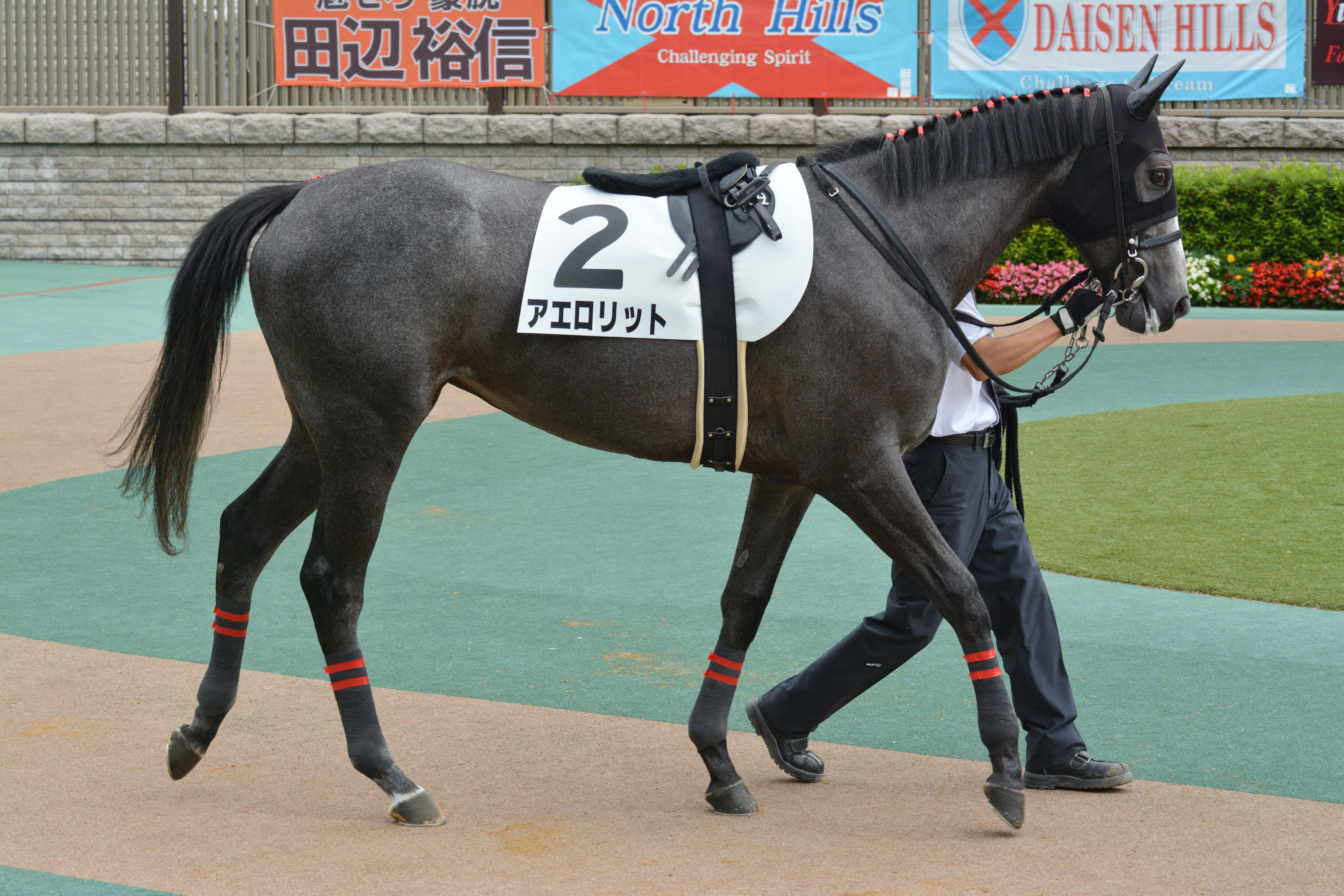
2016年6月19日 東京競馬場にて

6月19日東京の2歳新馬戦に2番人気で出走、道中2番手で折り合うと直線で力強く抜け出しデビュー戦を飾る。休養を挟み、10月2日中山のサフラン賞 (500万)は好位から直線で一旦は先頭に立つも後方から追い込んできたトーホウアイレスにかわされハナ差の2着に終わる。

### 3歳 (2017年)
年明け初戦は1月8日中山のフェアリーステークス。2番手から抜け出すも中団から追い上げてきたライジングリーズンの強襲にあい、またもや2着。続くクイーンカップはアドマイヤミヤビとの叩き合いの末、3戦続けての2着に敗れる。GI初挑戦となった桜花賞はレーヌミノルの5着に敗れた。5月7日のNHKマイルカップは道中好位の外から直線で鮮やかに抜け出してGI初制覇を飾るとともに、管理する菊沢隆徳調教師にとってもGI初制覇となった。
続く7月末の札幌の重賞クイーンステークスでは、GI馬アドマイヤリードとの対戦となった。レースでは好スタートから先頭に立つと、後続を引き離して大逃げの格好となる。第4コーナーを手応え十分で回るとそのままの勢いで、追い込んでくるトーセンビクトリーを抑えて優勝。重賞2勝目を挙げた。
GI2勝目を懸けて臨んだ10月15日の秋華賞では1番人気に推され、逃げたカワキタエンカを2番手から追走したものの、直線では伸びを欠き初の掲示板外となる7着に敗退。菊沢調教師は重馬場を敗因に挙げた。

### 4歳（2018年）
この年は2月25日の中山記念から始動。ペルシアンナイトやヴィブロスなどのGI馬が揃ったこともあり5番人気での出走となったが、中山巧者ウインブライトにクビ差の2着と健闘した。
5月13日のヴィクトリアマイルではここまで主戦を務めた横山典弘がミスパンテールに騎乗するため、戸崎圭太に乗り替わって出走。GI2着3回のリスグラシュー、前年覇者アドマイヤリードに次ぐ3番人気の支持を受けた。稍重でのレースの中で向こう正面で先団まで上がって行き、直線でも脚を伸ばしたものの勝ち馬ジュールポレールから0.1秒差の4着に惜敗。レース後に左前脚の落鉄が判明した。
続いて6月3日の安田記念に出走。スワーヴリチャードなどの強豪牡馬が集まる中で単勝オッズ10.7倍の5番人気に推された。レースではレコードタイの決着となった淀みない流れの中で3番手に位置を取り、ゴール200m前で先頭に抜け出して粘りこみを図ったが、追い込んできたモズアスコットに僅かに交わされて2着。レース後には前走に引き続き落鉄していたことが判明し、菊沢調教師は「踏み込みが凄くいいので（蹄鉄が）引っ掛かってしまうのか…」と述べた。
ジョアン・モレイラを鞍上に迎えて出走した10月7日の毎日王冠では紅一点ながら1番人気に推されると、好スタートから一度も先頭を譲らず逃げ切り、2着ステルヴィオに1馬身1/4差を付けて快勝。秋初戦を重賞3勝目で飾った。
次走11月18日のマイルチャンピオンシップはモズアスコットに次ぐ2番人気での出走となり、先頭に立ってレースを引っ張ったが、直線半ばで後続に交わされるとそのまま後退し12着に大敗。鞍上のライアン・ムーアは「右回りでは苦しいのかも」とコメントした。

### 5歳（2019年）
前年のマイルチャンピオンシップへの出走後、2019年から新たに創設される1月26日の米G1・ペガサスワールドカップターフへの遠征が決定し、鞍上に米年度代表馬ガンランナーの主戦も務めたフローレン・ジェルーを迎えて出走。ハーツクライ産駒のヨシダとの対決も注目される一戦となったが、3コーナー過ぎから手応えが無くなり10頭中9着という結果に終わった。
帰国初戦となった5月12日のヴィクトリアマイルは再び横山典弘を鞍上に迎えての出走となり、ラッキーライラックに次ぐ2番人気に推された。五分のスタートとなったが、鞍上が促しながら外を周って先頭に立ち、前半1000mは56秒1の超ハイペースで通過。速い流れにもかかわらず直線半ばまで粘りを見せたが、最後は外の4頭に差されて5着に敗れた。本馬が作り出したハイペースの影響で、優勝したノームコアの勝ちタイム1分30秒5はレオアクティブの保持していた記録を0.2秒更新する日本レコードとなった。
6月2日の安田記念は、前年の年度代表馬でドバイターフ優勝後に凱旋門賞への出走を見送ってこのレースに臨んできた三冠牝馬アーモンドアイ、2017年の最優秀2歳牡馬で本年は金鯱賞・マイラーズカップを連勝しての出走となったダノンプレミアムの二強対決として注目を集める中、その二頭に次ぐ3番人気に支持された。レースはスタート直後に大外16番枠のロジクライが内に斜行し、15番枠のダノンプレミアムと14番枠のアーモンドアイらが大きな不利を受けて共に最後方からの競馬となる波乱の幕開けとなった。本馬は好スタートから内枠を生かしてハナに立つと前半1000mを57秒0で通過し、先頭で直線に入ってゴール手前まで逃げ粘ったが、最後はインディチャンプにクビ差で交わされて前年に続いての2着に惜敗。走破時計1分30秒9は前走と同タイムのレースレコードであり、2戦続けて東京1600mのレコード決着の立役者となった。後方から追い込んできたアーモンドアイ（3着）にはハナ差で先着しており、前年の本レース以来のコンビとなった鞍上の戸崎は「最後まで頑張っているんですけど…」とコメントした。（詳細は第69回安田記念を参照）
その後は天皇賞（秋）を目標に定め、前年と同じく毎日王冠を秋の初戦に選択。前走で騎乗した戸崎は同じく主戦を務める皐月賞3着・日本ダービー2着と世代トップクラスで活躍する3歳馬ダノンキングリーに騎乗するため、初コンビとなる津村明秀を鞍上に迎えての出走となり、安田記念で先着を許したインディチャンプを抑えてダノンキングリーに次ぐ2番人気に推された。レースでは好スタートからハナに立ち前半1000mを58秒5のペースで通過すると、後半もペースを落とさず逃げ込みを図り、直線半ばで一旦はインディチャンプに交わされながらも差し返したが、最後は外から追い込んできたダノンキングリーに差し切られて2着（詳細は第70回毎日王冠を参照）
迎えた天皇賞（秋）にはダノンキングリーこそ出走しなかったものの、安田記念以来の対決となるアーモンドアイ（1番人気）とダノンプレミアム（3番人気）、さらに前走神戸新聞杯を快勝した皐月賞馬サートゥルナーリア（2番人気）などが出走。本馬含め出走馬16頭中10頭がGIウィナーという豪華な顔触れとなり、2000mでの実績がないこともあって前年のダービー馬ワグネリアン（4番人気）、スワーヴリチャード（5番人気）に次ぐ6番人気まで人気を落とすこととなった。レースでは好スタートから先頭に立ち、前半1000mを59秒0で通過。直線では内に進路を取ると外のサートゥルナーリア、ダノンプレミアムとの叩き合いとなり、最内から突き抜けたアーモンドアイには離されたもののサートゥルナーリアを差し返すなど最後まで粘りを見せ、2着ダノンプレミアムにクビ差の3着で入線。後半1000mが57秒2という展開となり、アーモンドアイの勝ちタイムはトーセンジョーダンが持つ日本レコードに0.1秒差まで迫る時計となった。レース後、再び鞍上を務めた戸崎は「自分の形で競馬ができたし、最後も2着に入りそうな感じがあった。距離がうんぬんと言うより、本当にタフな馬」とコメント、菊沢調教師も「2着もあるかなと思った。よく頑張った」と述べた。（詳細は第160回天皇賞を参照）
その後は引退レースとして第64回有馬記念に出走することが決定。ファン投票では最終的に18位、2万6180票を集めた。戸崎圭太が落馬負傷により長期休養に入っていたため、毎日王冠と同じく鞍上に津村明秀を迎えての出走となった。レースでは15番枠からの発走ながら果敢に先頭に立ち、前半1000mを58秒台前半のハイペースで通過。道中では後続を大きく離す逃げを見せ、最後は失速し14着での入線となったものの、鞍上の津村は「馬は一生懸命よく頑張ってくれました」とコメントした。
その後12月27日付で競走馬登録を抹消。引退後はノーザンファームで繁殖牝馬となる。

## 競走成績
以下の内容は、netkeiba.comの情報に基づく。
| 競走日     | 競馬場             | 競走名             | 格      | 距離（馬場）  | 頭 数 | 枠 番 | 馬 番 | オッズ （人気） | 着順 | タイム （上り3F） | 着差 | 騎手       | 斤量 [kg] | 1着馬（2着馬）         | 馬体重 [kg] |
| ---------- | ------------------ | ------------------ | ------- | ------------- | ----- | ----- | ----- | --------------- | ---- | ----------------- | ---- | ---------- | --------- | ---------------------- | ----------- |
| 2016.06.19 | 東京               | 2歳新馬            |         | 芝1400m（良） | 14    | 2     | 2     | 003.00（1人）   | 01着 | R1:22.8（33.5）   | -0.3 | 横山典弘   | 54        | （ダイイチターミナル） | 476         |
| 0000.10.02 | 中山               | サフラン賞         | 500万下 | 芝1600m（良） | 12    | 8     | 11    | 002.20（1人）   | 02着 | R1:34.9（35.6）   | -0.0 | 横山典弘   | 54        | トーホウアイレス       | 482         |
| 2017.01.08 | 中山               | フェアリーS        | GIII    | 芝1600m（良） | 16    | 2     | 3     | 002.60（1人）   | 02着 | R1:34.8（36.4）   | -0.1 | 横山典弘   | 54        | ライジングリーズン     | 492         |
| 0000.02.11 | 東京               | クイーンC          | GIII    | 芝1600m（良） | 16    | 6     | 11    | 008.80（5人）   | 02着 | R1:33.3（33.9）   | -0.1 | 横山典弘   | 54        | アドマイヤミヤビ       | 486         |
| 0000.04.09 | 阪神               | 桜花賞             | GI      | 芝1600m（稍） | 17    | 6     | 12    | 023.60（6人）   | 05着 | R1:34.7（35.0）   | -0.2 | 横山典弘   | 55        | レーヌミノル           | 480         |
| 0000.05.07 | 東京               | NHKマイルC         | GI      | 芝1600m（良） | 18    | 8     | 16    | 005.80（2人）   | 01着 | R1:32.3（34.3）   | -0.2 | 横山典弘   | 55        | （リエノテソーロ）     | 478         |
| 0000.07.30 | 札幌               | クイーンS          | GIII    | 芝1800m（良） | 13    | 2     | 2     | 003.20（2人）   | 01着 | R1:45.7（35.5）   | -0.4 | 横山典弘   | 52        | （トーセンビクトリー） | 496         |
| 0000.10.15 | 京都               | 秋華賞             | GI      | 芝2000m（重） | 18    | 1     | 1     | 003.60（1人）   | 07着 | R2:01.4（37.9）   | -1.2 | 横山典弘   | 55        | ディアドラ             | 486         |
| 2018.02.25 | 中山               | 中山記念           | GII     | 芝1800m（良） | 10    | 8     | 10    | 007.40（5人）   | 02着 | R1:47.6（36.2）   | -0.0 | 横山典弘   | 55        | ウインブライト         | 504         |
| 0000.05.13 | 東京               | ヴィクトリアマイル | GI      | 芝1600m（稍） | 18    | 5     | 10    | 005.30（3人）   | 04着 | R1:32.4（34.0）   | -0.1 | 戸崎圭太   | 55        | ジュールポレール       | 504         |
| 0000.06.03 | 東京               | 安田記念           | GI      | 芝1600m（良） | 16    | 2     | 4     | 010.70（5人）   | 02着 | R1:31.3（34.0）   | -0.0 | 戸崎圭太   | 56        | モズアスコット         | 502         |
| 0000.10.07 | 東京               | 毎日王冠           | GII     | 芝1800m（良） | 13    | 6     | 9     | 002.30（1人）   | 01着 | R1:44.5（33.8）   | -0.2 | J.モレイラ | 55        | （ステルヴィオ）       | 508         |
| 0000.11.18 | 京都               | マイルCS           | GI      | 芝1600m（良） | 18    | 7     | 15    | 005.10（2人）   | 12着 | R1:33.8（35.0）   | -0.5 | R.ムーア   | 55        | ステルヴィオ           | 516         |
| 2019.01.26 | ガルフ ストリームP | ペガサスWCT        | G1      | 芝1900m（重） | 10    |       | 4     | 009.00（5人）   | 09着 |                   |      | F.ジェル―  | 50.5      | Bricks and Mortar      | 計不        |
| 0000.05.12 | 東京               | ヴィクトリアマイル | GI      | 芝1600m（良） | 18    | 6     | 11    | 005.80（2人）   | 05着 | R1:30.9（34.8）   | -0.4 | 横山典弘   | 55        | ノームコア             | 512         |
| 0000.06.02 | 東京               | 安田記念           | GI      | 芝1600m（良） | 16    | 1     | 2     | 012.50（3人）   | 02着 | R1:30.9（33.9）   | -0.0 | 戸崎圭太   | 56        | インディチャンプ       | 516         |
| 0000.10.06 | 東京               | 毎日王冠           | GII     | 芝1800m（良） | 12    | 3     | 3     | 004.00（2人）   | 02着 | R1:44.6（34.5）   | -0.2 | 津村明秀   | 55        | ダノンキングリー       | 516         |
| 0000.10.27 | 東京               | 天皇賞（秋）       | GI      | 芝2000m（良） | 16    | 3     | 5     | 020.00（6人）   | 03着 | R1:56.7（34.8）   | -0.5 | 戸崎圭太   | 56        | アーモンドアイ         | 516         |
| 0000.12.22 | 中山               | 有馬記念           | GI      | 芝2500m（良） | 16    | 8     | 15    | 107.1（12人）   | 14着 | R2:35.0（42.1）   | -4.5 | 津村明秀   | 55        | リスグラシュー         | 514         |

- ペガサスワールドカップターフの結果はエクイベース[43]に基づく。

## 繁殖成績
|       | 馬名               | 生年   | 性 | 毛色   | 父               | 馬主                     | 厩舎           | 戦績           | 出典   |
| ----- | ------------------ | ------ | -- | ------ | ---------------- | ------------------------ | -------------- | -------------- | ------ |
| 初仔  | コンドライト       | 2021年 | 牡 | 鹿毛   | ドゥラメンテ     | （有）サンデーレーシング | 美浦・菊沢隆徳 | 7戦0勝（引退） | [ 44 ] |
| 2番仔 | アエログラム       | 2023年 | 牡 | 黒鹿毛 | シルバーステート | （有）サンデーレーシング | 美浦・菊沢隆徳 | （デビュー前） | [ 45 ] |
| 3番仔 | アエロリットの2024 | 2024年 | 牝 | 芦毛   | キズナ           |                          |                |                | [ 46 ] |

- 2025年4月11日現在

## 特徴
4歳（2018年）の春までは好位追走の競馬を主軸としていたが、同年の毎日王冠で逃げ切り勝ちを収めて以降は、海外レースを除き引退までの全レースで先頭に立ってレースを進めた。緩みないペースでレースを引っ張り直線でも粘り切る展開を得意とし、本馬がハナを切った2019年の5レースではレコード決着が2回（ヴィクトリアマイル・安田記念）、レコードまで0.2秒差以内の決着が2回（毎日王冠・天皇賞（秋））、14着に敗れた引退レースの有馬記念も2010年以来9年振りに2分30秒台の高速決着となっている。後続に並びかけられてからの勝負根性も特徴で、安田記念では並びかけて来たグァンチャーレを振り切り、毎日王冠では一旦先頭に立ったインディチャンプを差し返し、天皇賞（秋）ではサートゥルナーリアを差し返して競り落とす競馬を見せた。同型の馬には第38回ジャパンカップで従来のレコードを1秒5更新する高速決着を演出した同世代のキセキなどが挙げられるが、『競馬エイト』の野田慶一郎は「1800~2000メートルのカテゴリーなら能力はキセキの強化版と言っても大げさではないだろう」としている。
日本国内での総獲得賞金は4億5917万8000円に達し、クロフネ産駒としてはホエールキャプチャとアップトゥデイトに次ぐ第3位の額である。

## 血統表
| アエロリットの血統            | アエロリットの血統                                | アエロリットの血統                             | （血統表の出典）                               | （血統表の出典） |
| 父系                          | デピュティミニスター系                            | デピュティミニスター系                         | デピュティミニスター系                         | [ § 2 ]          |
| 父 *クロフネ 1998 芦毛        | 父の父*フレンチデピュティ French Deputy 1992 栗毛 | Deputy Minister                                | Vice Regent                                    | Vice Regent      |
| 父 *クロフネ 1998 芦毛        | 父の父*フレンチデピュティ French Deputy 1992 栗毛 | Deputy Minister                                | Mint Copy                                      |                  |
| 父 *クロフネ 1998 芦毛        | 父の父*フレンチデピュティ French Deputy 1992 栗毛 | Mitterand                                      | Hold Your Peace                                | Hold Your Peace  |
| 父 *クロフネ 1998 芦毛        | 父の父*フレンチデピュティ French Deputy 1992 栗毛 | Mitterand                                      | Laredo Lass                                    |                  |
| 父 *クロフネ 1998 芦毛        | 父の母*ブルーアヴェニュー Blue Avenue 1990 芦毛   | Classic Go Go                                  | Pago Pago                                      | Pago Pago        |
| 父 *クロフネ 1998 芦毛        | 父の母*ブルーアヴェニュー Blue Avenue 1990 芦毛   | Classic Go Go                                  | Classic Perfection                             |                  |
| 父 *クロフネ 1998 芦毛        | 父の母*ブルーアヴェニュー Blue Avenue 1990 芦毛   | Eliza Blue                                     | Icecapade                                      | Icecapade        |
| 父 *クロフネ 1998 芦毛        | 父の母*ブルーアヴェニュー Blue Avenue 1990 芦毛   | Eliza Blue                                     | *コレラ                                        |                  |
| 母 アステリックス 2010 黒鹿毛 | 母の父ネオユニヴァース 2000 鹿毛                  | *サンデーサイレンス                            | Halo                                           | Halo             |
| 母 アステリックス 2010 黒鹿毛 | 母の父ネオユニヴァース 2000 鹿毛                  | *サンデーサイレンス                            | Wishing Well                                   |                  |
| 母 アステリックス 2010 黒鹿毛 | 母の父ネオユニヴァース 2000 鹿毛                  | *ポインテッドパス                              | Kris                                           | Kris             |
| 母 アステリックス 2010 黒鹿毛 | 母の父ネオユニヴァース 2000 鹿毛                  | *ポインテッドパス                              | Silken Way                                     |                  |
| 母 アステリックス 2010 黒鹿毛 | 母の母*アイルドフランス Isle de France 1995 鹿毛  | Nureyev                                        | Northern Dancer                                | Northern Dancer  |
| 母 アステリックス 2010 黒鹿毛 | 母の母*アイルドフランス Isle de France 1995 鹿毛  | Nureyev                                        | Special                                        |                  |
| 母 アステリックス 2010 黒鹿毛 | 母の母*アイルドフランス Isle de France 1995 鹿毛  | *ステラマドリッド                              | Alydar                                         | Alydar           |
| 母 アステリックス 2010 黒鹿毛 | 母の母*アイルドフランス Isle de France 1995 鹿毛  | *ステラマドリッド                              | My Juliet                                      |                  |
| 母系(F-No.)                   | (FN:6-a)                                          | (FN:6-a)                                       | (FN:6-a)                                       | [ § 3 ]          |
| 5代内の近親交配               | Northern Dancer 5×4=9.38% , Nearctic 5×5=6.25%    | Northern Dancer 5×4=9.38% , Nearctic 5×5=6.25% | Northern Dancer 5×4=9.38% , Nearctic 5×5=6.25% | [ § 4 ]          |
| 出典                          | 1. 2. 3. 4.                                       | 1. 2. 3. 4.                                    | 1. 2. 3. 4.                                    | 1. 2. 3. 4.      |

- 近親には3代母にステラマドリッドを同じく持つミッキーアイル（2014年NHKマイルカップ、2016年マイルチャンピオンシップ）・ラッキーライラック（2017年阪神ジュベナイルフィリーズ、2019年・2020年エリザベス女王杯、2020年大阪杯）、4代母にMy Julietを同じく持つテイエムジンソク（ダート重賞2勝）、5代母My Bupersの子孫にハーツクライ（2005年有馬記念、2006年ドバイシーマクラシック）・ノンコノユメ（2015年ジャパンダートダービー、2018年フェブラリーステークス）などがいる。